# Біг-Рапідс (Мічиган)
Біг-Рапідс (англ. Big Rapids) — місто (англ. city) в США, в окрузі Мекоста штату Мічиган. Населення — 7727 осіб (2020).

## Географія
Біг-Рапідс розташований за координатами 43°41′56″ пн. ш. 85°28′47″ зх. д. / 43.69889° пн. ш. 85.47972° зх. д. (43.699021, -85.479726).  За даними Бюро перепису населення США в 2010 році місто мало площу 11,62 км², з яких 11,30 км² — суходіл та 0,32 км² — водойми.

### Клімат
| Клімат : Біг-Рапідс   | Клімат : Біг-Рапідс | Клімат : Біг-Рапідс | Клімат : Біг-Рапідс | Клімат : Біг-Рапідс | Клімат : Біг-Рапідс | Клімат : Біг-Рапідс | Клімат : Біг-Рапідс | Клімат : Біг-Рапідс | Клімат : Біг-Рапідс | Клімат : Біг-Рапідс | Клімат : Біг-Рапідс | Клімат : Біг-Рапідс | Клімат : Біг-Рапідс |
| Показник              | Січ.                | Лют.                | Бер.                | Квіт.               | Трав.               | Черв.               | Лип.                | Серп.               | Вер.                | Жовт.               | Лист.               | Груд.               | Рік                 |
| Середній максимум, °C | −3,3                | −2,8                | 2,2                 | 11,1                | 18,3                | 23,9                | 26,7                | 25,6                | 20,6                | 13,9                | 5,0                 | −1,1                | 11,7                |
| Середній мінімум, °C  | −11,7               | −12,8               | −7,8                | −1,1                | 5,0                 | 11,1                | 13,3                | 12,2                | 8,9                 | 3,3                 | −2,8                | −8,3                | 0,6                 |
| Норма опадів, мм      | 43                  | 41                  | 48                  | 69                  | 76                  | 79                  | 74                  | 74                  | 89                  | 71                  | 69                  | 43                  | 772                 |
| --------------------- | ------------------- | ------------------- | ------------------- | ------------------- | ------------------- | ------------------- | ------------------- | ------------------- | ------------------- | ------------------- | ------------------- | ------------------- | ------------------- |
| Джерело: Weatherbase  |                     |                     |                     |                     |                     |                     |                     |                     |                     |                     |                     |                     |                     |

## Демографія
Згідно з переписом 2010 року, у місті мешкала 10 601 особа в 3330 домогосподарствах у складі 1323 родин. Густота населення становила 912 особи/км².  Було 3623 помешкання (312/км²).
Расовий склад населення:
| - 88,0 % — білих - 6,8 % — чорних або афроамериканців - 1,5 % — азіатів - 0,7 % — корінних американців |

До двох чи більше рас належало 2,5 %. Частка іспаномовних становила 2,4 % від усіх жителів.
За віковим діапазоном населення розподілялося таким чином: 12,5 % — особи молодші 18 років, 81,0 % — особи у віці 18—64 років, 6,5 % — особи у віці 65 років та старші. Медіана віку мешканця становила 21,8 року. На 100 осіб жіночої статі у місті припадало 104,2 чоловіків;  на 100 жінок у віці від 18 років та старших — 104,6 чоловіків також старших 18 років.
Середній дохід на одне домашнє господарство  становив 40 191 долар США (медіана — 24 956), а середній дохід на одну сім'ю — 58 717 доларів (медіана — 47 778). Медіана доходів становила 31 385 доларів для чоловіків та 32 136 доларів для жінок. За межею бідності перебувало 42,8 % осіб, у тому числі 48,7 % дітей у віці до 18 років та 7,0 % осіб у віці 65 років та старших.
Цивільне працевлаштоване населення становило 4362 особи. Основні галузі зайнятості: освіта, охорона здоров'я та соціальна допомога — 37,6 %, роздрібна торгівля — 16,7 %, мистецтво, розваги та відпочинок — 16,1 %.